# Њу Хармони (Индијана)
Њу Хармони (енгл. New Harmony) град је у америчкој савезној држави Индијана.

## Демографија
По попису из 2010. године број становника је 789, што је 127 (-13,9%) становника мање него 2000. године.
| Група             | 2000.       | 2010.       |
| Белци             | 903 (98,6%) | 781 (99,0%) |
| Афроамериканци    | 0 (0,0%)    | 0 (0,0%)    |
| Азијати           | 2 (0,2%)    | 1 (0,1%)    |
| Хиспаноамериканци | 4 (0,4%)    | 0 (0,0%)    |
| Укупно            | 916         | 789         |